# Anya-Nya
Die Anya-Nya, auch Anyanya geschrieben (Madi für Schlangengift), war eine südsudanesische Rebellengruppierung im Ersten Sudanesischen Bürgerkrieg.
Die Gruppierung bildete sich 1955 und ging vor allem aus dem Volksgruppen der Lotuko, Madi, Bari, Acholi und Azande in den südlichen Grenzregionen Südsudans hervor. Die Anya-Nya wurde von Israel mit Ausbildung und Waffenlieferungen unterstützt; ihre Truppenstärke wurde auf 5000–10.000 geschätzt. Sie bekämpfte die sudanesische Zentralregierung von 1955 bis zum Abschluss eines Friedensabkommens 1972. Dieses wurde 1983 wieder gebrochen, was zum Zweiten Sudanesischen Bürgerkrieg führte, in dem die Anyanya II den Kern der Sudanesischen Volksbefreiungsarmee (SPLA) unter John Garang bildete.